# Henry Duey
Henry Ludwig Duey (Chicago, 1º maggio 1908 – Chipley, 13 febbraio 1993) è stato un sollevatore statunitense.

## Carriera
Ha vinto la medaglia di bronzo alle Olimpiadi di Los Angeles 1932 nella categoria dei pesi massimi leggeri (fino a 82,5 kg.), sollevando 330 kg. nel totale su tre prove, terminando con margine sul 4º classificato ma ben lontano dai primi due classificati, il francese Louis Hostin con 365 kg. ed il danese Svend Olsen con 360 kg.